# Esquadrão N.º 92 da RAF

Insígnia RAF 92

O Esquadrão N.º 92 foi um esquadrão da Real Força Aérea (RAF) formado como parte do Royal Flying Corps no dia 1 de Setembro de 1917. Um esquadrão de aviões de caça, foi destacado para França em Julho de 1918 e combateu por apenas quatro meses, findo os quais a guerra terminou. Durante o conflito voou caças de superioridade aérea e missões de apoio aéreo próximo. Foi extinto no dia 7 de Agosto de 1919. Re-estabelecido no dia 10 de Outubro de 1939, era suposto ter-se equipado esta unidade com bombardeiros médios, contudo, na primavera de 1940, tornou-se uma das primeiras unidades a receber os Supermarine Spitfire.